# George Allan
George Allan, né le 23 août 1875 à Linlithgow (Écosse), mort le 17 octobre 1899 à Elie (Écosse), était un footballeur écossais, qui évoluait au poste d'attaquant à Liverpool et en équipe d'Écosse.
Allan n'a marqué aucun but lors de son unique sélection avec l'équipe d'Écosse en 1897. Il est mort à seulement 24 ans de la tuberculose.

## Carrière
- 1893-1894 : Bo'ness
- 1894-1895 : Leith Athletic
- 1895-1897 : Liverpool
- 1897-1898 : Celtic FC
- 1898-1899 : Liverpool

En 1895, Georges Allan marque vingt buts lors de ses dix-neuf premiers matchs avec Liverpool. Cette performance est encore inégalée aujourd'hui.

## Palmarès

### En équipe nationale
- 1 sélection et 0 but avec l'équipe d'Écosse en 1897.

### Avec Liverpool
- Vainqueur du Championnat d'Angleterre de football D2 en 1896.
- Meilleur buteur du Championnat d'Angleterre de football D2 en 1896 (26 buts)[1].

### Avec le Celtic de Glasgow
- Vainqueur du Championnat d'Écosse de football en 1898.